# Tone (1937)
Pour les autres navires du même nom, voir Tone (navire).
Le Tone (利根) est un croiseur lourd, navire de tête de sa classe en service dans la Marine impériale japonaise. Le navire est baptisé sous le nom de la rivière Tone, située dans la région de Kantō, au Japon. Le navire est achevé le 20 novembre 1938 aux chantiers navals de Mitsubishi Heavy Industries à Nagasaki. Sa particularité réside en la concentration de l'armement de chasse à l'avant, laissant la plage arrière disponible pour le lancer d'hydravions avec pour mission principale la reconnaissance avancée de la flotte. Pendant la Seconde Guerre mondiale, il a participé à de nombreuses missions et batailles en compagnie de son sister-ship, le Chikuma, formant la 8e division de croiseurs.

## Historique

### Début de la guerre du Pacifique
Après son admission au service actif, le Tone effectue plusieurs déploiements dans les eaux chinoises. Son véritable baptême du feu a lieu au moment de l'attaque japonaise sur Pearl Harbor. À l'aube du 7 décembre 1941, vers 6 h 30, le Tone et le Chikuma lancent chacun un hydravion Nakajima E8N « Dave » pour une dernière mission d'observation au dessus de Pearl Harbor, confirmant la présence de la flotte américaine mais décevant les officiers japonais en notant l'absence des porte-avions.
Le raid sur les îles Hawaï achevé, la 8e Division de croiseurs fut détournée avec les porte-avions Soryu et Hiryu pour aider les forces japonaises attaquant la petite île de Wake qui résista du 7 au 24 décembre 1941 en dépit d'une infériorité de forces manifeste. Les Tone et Chikuma sont de retour à Kure, en baie de Hiroshima, le 29 décembre 1941.

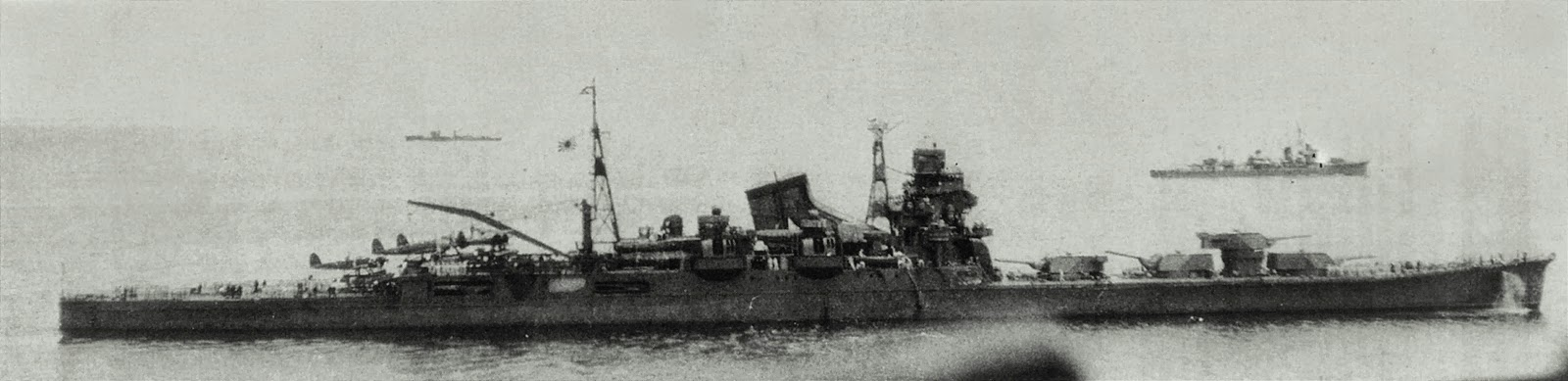
Le Tone en 1942. Photo prise du cuirassé Hiei.

Le 14 janvier 1942, la 8e Division de croiseurs basée à Truk, dans l'archipel des Carolines, assura la couverture des débarquements japonais à Rabaul en Nouvelle-Bretagne ainsi que les attaques sur Lae et Salamaua en Nouvelle-Guinée. Dix jours plus tard, les hydravions du Tone attaquèrent les îles de l'Amirauté. Le 1er février, les porte-avions de l'amiral William F. Halsey bombardèrent l'atoll de Kwajalein et le Tone participe à l'infructueuses poursuite menée par les porte-avions japonais. Quelques jours plus tard, le 19 février 1942, le Tone et le Chikuma participèrent au raid sur Port Darwin, en Australie, mais l'hydravion du Tone victime d'une panne radio revint à son navire porteur sans avoir transmis d'informations, au profit des avions japonais qui détruisirent 15 avions alliés et coulèrent 11 navires.

### Bataille de la mer de Java
Le 1er mars, ses hydravions repérèrent le vieux destroyer américain USS Edsall qui sera coulé ultérieurement par les avions embarqués. Les mêmes hydravions des deux « frères siamois » bombardèrent Tjilatjap le 5 mars 1942. Le 6 mars, le Tone sauve un marin britannique à la dérive après le naufrage de son navire le 27 février lors de la bataille de la mer de Java.

### Raids dans l'océan Indien
Le 5 avril 1942, le Tone participa à l'attaque lancée par les porte-avions sur Colombo (Ceylan), 315 appareils coulant les destroyers Tenedos et Hector, détruisant 27 avions et tuant cinq cents personnes.
Parallèlement, des hydravions du Tone et du Chikuma repérèrent les croiseurs lourds Cornwall et Dorsetshire qui furent coulés par les Val embarqués sur les porte-avions de Chūichi Nagumo qui coulèrent également le vieux porte-avions Hermes. La mission terminée, la Task Force regagna le Japon à la mi-avril, échouant à rattraper les porte-avions de l'amiral Halsey qui avaient participé au raid de Doolittle sur Tokyo.

### Bataille de Midway
Lors de la bataille de Midway, le Tone et le Chikuma sont intégrés à la force de l'amiral Nagumo, chargés de missions de reconnaissance. Le 4 juin 1942, les deux croiseurs lourds catapultent chacun deux hydravions « Jake » pour localiser les porte-avions. L'hydravion no 4 du Tone parti avec une demi-heure de retard localisa les porte-avions, transmettant l'information qui renforça l'indécision de Nagumo qui préparait alors un second raid sur Midway. Le Tone et le Chikuma ressortirent indemnes de la contre-attaque des avions embarqués américains. Ils reçurent l'ordre de renforcer les forces de l'amiral Boshirō Hosogaya au large des Aléoutiennes mais cet ordre fut rapporté lorsque la contre-attaque américaine envisagée ne se matérialisa pas.
Le contre-amiral Chuichi Hara prend le commandement de la Division à partir du 14 juillet 1942. Après l'invasion américaine de Guadalcanal, le Chikuma et le Tone sont envoyés vers le sud le 16 août avec les porte-avions Shōkaku, Zuikaku, Zuihō, Jun'yō, Hiyō et Ryūjō. Ils ont été rejoints par les cuirassés Hiei, Kirishima, le transport d'hydravions Chitose et les croiseurs Atago, Maya, Takao et Nagara.

### Bataille des Salomon orientales
Il participa ensuite aux différentes batailles de la campagne comme la bataille des Salomon orientales (23 - 25 août 1942) en compagnie de la 7e Division de croiseurs (Kumano, Suzuya et Mogami), participant à la découverte de la flotte américaine. Le Tone fut attaqué par deux Avenger sans succès, les torpilles manquèrent leur cible et le croiseur lourd put regagner Truk pour se ravitailler.

### Bataille de Santa Cruz
Deux mois plus tard, il participa à la bataille de Santa Cruz, assurant la découverte des navires américains. Attaqués par l'aviation embarquée japonaise, les Américains perdirent le Hornet pendant que le cuirassé South Dakota et le croiseur léger San Juan étaient sérieusement endommagés. Durant cette bataille, le Tone perdit deux des quatre hydravions lancés à la recherche des navires américains.
Le Tone effectua ainsi plusieurs missions de transport en direction de Guadalcanal de la mi-novembre 1942 à février 1943, date de la fin de la campagne. Les retours à la base Truk furent l'occasion de renforcer la DCA légère et d'installer un radar de veille combinée type 21.
Le 17 mai 1943, le Chikuma et le Tone escortèrent le cuirassé Musashi ramenant au Japon les cendres de l'amiral Isoroku Yamamoto, tué lorsque son avion fut abattu le 18 avril 1943 en Nouvelle-Guinée par des P-38 Ligthning de l'USAAF. Le Tone est de retour à Truk le 15 juillet après avoir échappé à plusieurs attaques sous-marines.
De juillet à novembre 1943, le Tone effectua plusieurs transports de troupes en direction de Rabaul et plusieurs patrouilles dans les îles Marshall. De retour à Kure le 6 novembre 1943, le Tone vit sa DCA renforcée. La 8e Division fut dissoute le 1er janvier 1944, le Tone et le Chikuma étant affectés avec les Suzuya et les Kumano au sein de la 7e Division de croiseurs. De retour à Truk le 2 janvier 1944, il participe au mois de février 1944 à l'évacuation de Truk.
Au mois de mars 1944, alors engagé dans une mission de chasse au commerce allié, il coula le cargo britannique SS Behar et récupéra 108 survivants. Seulement 32 furent débarqués à Batavia, les autres étant exécutés et leurs corps jetés à la mer. Le responsable de ce crime de guerre, l'amiral Naomasa Sakonju, fut jugé après guerre et exécuté, tandis que commandant du Tone, le capitaine Haruo Mayazumi, écopa lui de sept années de prison.

### Bataille de la mer des Philippines
Au mois de juin 1944, le Tone participe à la bataille de la mer des Philippines. Échappant à la destruction de la flotte mobile, il gagna Okinawa puis Kure où du 26 juin au 8 juillet 1944 sa DCA fut renforcée, portant le nombre de canons de 25 mm à 57. Il embarqua également un radar type 22 de veille surface et un radar type 13 de veille air. Après avoir transporté des troupes de l'armée de terre à Okinawa, le Tone fut affecté à Singapour en juillet 1944.

### Bataille du golfe de Leyte
Le 23 octobre 1944, le Tone en compagnie du Kumano, Suzuya et Chikuma appareillent de Brunei dans le sillage de la 1re Flotte Mobile de Takeo Kurita en vue de contrer les débarquements américains dans les Philippines. Durant la bataille du détroit de Palawan, l'Atago et le Maya furent coulés par des sous-marins américains tandis que le Takao est sévèrement endommagé. Le lendemain, la 7e Division de croiseurs participe à la bataille de la mer de Sibuyan, étant attaquée par de nombreux avions embarqués, le Tone étant touché par plusieurs bombes. Le lendemain, durant la bataille de Samar, le Musashi fut coulé, le Yamato, le Nagato, le Haruna et le Myōkō furent endommagés. Le Tone engagea le destroyer américain Heermann mais fut distrait par une attaque aérienne. Il réussit à s'échapper par le détroit de San-Bernardino sans son sister-ship qui avait été coulé ainsi que le Chokai et le Suzuya.

### Carénage et navire d'entrainement
Le 6 novembre 1944, le Tone quitte Brunei pour regagner le Japon via Manille et Mako, dans les Pescadores. Il subit un carénage pour une remise en état, un renforcement de ses systèmes radars et de sa DCA. La 7e Division de croiseurs fut dissoute le 21 novembre 1944 et le Tone fut affecté à la 5e Division de croiseurs en compagnie du Kumano. Les réparations furent achevées le 18 février 1945 et le croiseur gagna Etajima, en baie d'Hiroshima, pour servir de navire d'entrainement.

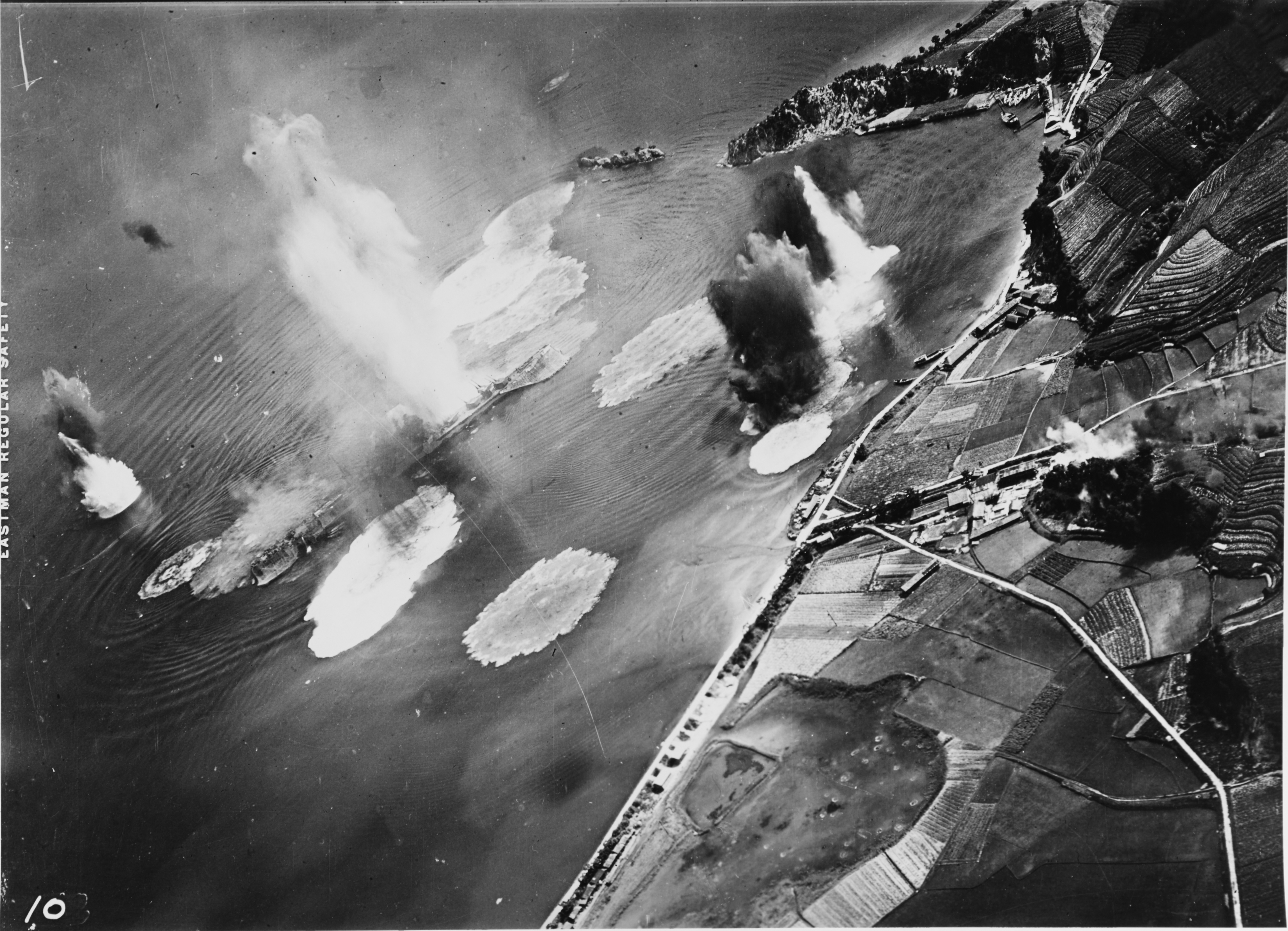
Le Tone sous les bombes de la IIIe Flotte de l'amiral Halsey, devant Kure, le 24 juillet 1945.

### Naufrage lors du bombardement de Kure

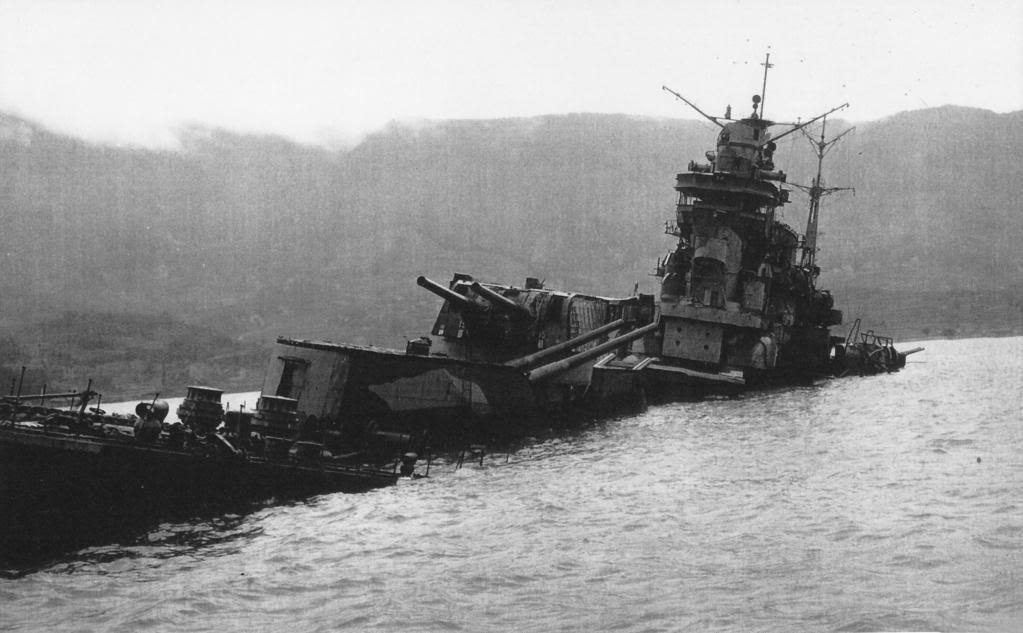
Le Tone coulé à proximité de Kure.

Il fut endommagé par un raid aérien le 19 mars 1945. Le 24 juillet 1945, la Task Force 38 lança une attaque aérienne sur Kure pour détruire les raids de la jadis glorieuse Marine impériale japonaise. Neuf avions du porte-avions léger Monterey attaquèrent et touchèrent le Tone avec trois bombes qui coula en eaux peu profondes. L'épave fut de nouveau attaquée le 28 juillet 1945 par des avions du Wasp et du Ticonderoga armés de bombes perforantes et de roquettes. Il fut rayé des registres le 20 novembre 1945 et l'épave fut démantelée en 1947/1948 après avoir été renflouée.